# Američtí bohové (seriál)
Američtí bohové (v anglickém originále American Gods) je americký televizní seriál natočený na motivy stejnojmenném románu Neila Gaimana z roku 2001. Je vysílán stanicí Starz od 30. dubna 2017. Po dvou odvysílaných dílech byla potvrzena druhá série, která měla premiéru 10. března 2019 na Starz a 11. března na Amazon Video.

## Děj
Seriál následuje Shadow Moona, který je zavřený na tři roky do vězení. Propustí ho na svobodu, o několik dnů dříve, poté, co jeho manželka Laura zemře při autonehodě. Shadow se ocitne ve společnosti muže jménem Wednesday, který mu nabízí práci. Wednesday, který na první pohled vypadá jako podvodník, a potřebuje Moona jako bodyguarda, je ve skutečnosti bůh Odin. Wednesday cestuje po celé Americe a shromažďuje všechny Staré Bohy, začleněné do amerického života, aby mohli čelit Novým bohům, jako například Media či Technical Boy, kteří postupně nabírají na síle.

## Obsazení
| Herci                     | Postavy                                                                     | Řady            | Řady            |
| Herci                     | Postavy                                                                     | 1               | 2               |
| ------------------------- | --------------------------------------------------------------------------- | --------------- | --------------- |
| Ricky Whittle             | Shadow Moon, bývalý trestanec a nový bodyguard pana Wednesdaye              | hlavní          | hlavní          |
| Ian McShane               | Pan Wednesday, starý bůh Ódin                                               | hlavní          | hlavní          |
| Emily Browning            | Laura Moon, oživlá manželka Shadowa                                         | hlavní          | hlavní          |
| Crispin Glover            | Pan World, vůdce nových bohů                                                | hlavní          | hlavní          |
| Bruce Langley             | Technical Boy, nový bůh technologií                                         | hlavní          | hlavní          |
| Pablo Schreiber           | Mad Sweeney, leprikón ve službách pana Wednesdaye                           | hlavní          | hlavní          |
| Yetide Badaki             | Bilquis/královna ze Sáby, stará bohyně lásky                                | vedlejší        | hlavní          |
| Orlando Jones             | Pan Nancy, ghanský bůh Anansi                                               | vedlejší        | hlavní          |
| Mousa Kraish              | Džin, stará bytost ve službách pana Wednesdaye                              | vedlejší        | hlavní          |
| Omid Abtahi               | Salim, smrtelník, který následuje Džina                                     | vedlejší        | hlavní          |
| Demore Barnes             | Pan Ibis, zapisovatel všech příběhů a starý egyptský bůh Thovt              | vedlejší        | hlavní          |
| Kahyun Kim                | Nová Media, reinkarnace nové bohyně médií                                   | Does not appear | hlavní          |
| Gillian Andersonová       | Media, nová bohyně médií                                                    | hlavní          | Does not appear |
| Cloris Leachman           | Zorya Vechernyaya, Večernice, nejstarší ze tří sester, které sledují hvězdy | vedlejší        | vedlejší        |
| Peter Stormare            | Černobog, starý slovanský bůh smrti a zla, následuje Wednesdaye             | vedlejší        | vedlejší        |
| Chris Obi                 | Pan Jaquel, starý egyptský bůh mrtvých Anup                                 | vedlejší        | vedlejší        |
| Betty Gilpin              | Audrey, manželka Robbieho a nejlepší přítelkyně Laury                       | vedlejší        | Does not appear |
| Kristin Chenoweth         | Ostara, stará germánská bohyně úsvitu                                       | vedlejší        | Does not appear |
| Sakina Jaffrey            | Mama-Ji, stará hinduistická bohyně smrti Kálí                               | Does not appear | vedlejší        |
| Kawennáhere Devery Jacobs | Sam Černá Vrána, indiánská dívka                                            | Does not appear | vedlejší        |

## Vysílání
| Řada | Díly | Premiéra v USA  | Premiéra v USA  |
| Řada | Díly | První díl       | Poslední díl    |
| ---- | ---- | --------------- | --------------- |
| 1    | 8    | 30. dubna 2017  | 18. června 2017 |
| 2    | 8    | 10. března 2019 | 28. dubna 2019  |
| 3    | 10   | 10. ledna 2021  | 21. března 2021 |